# St. Nikolaus (Dorsbrunn)

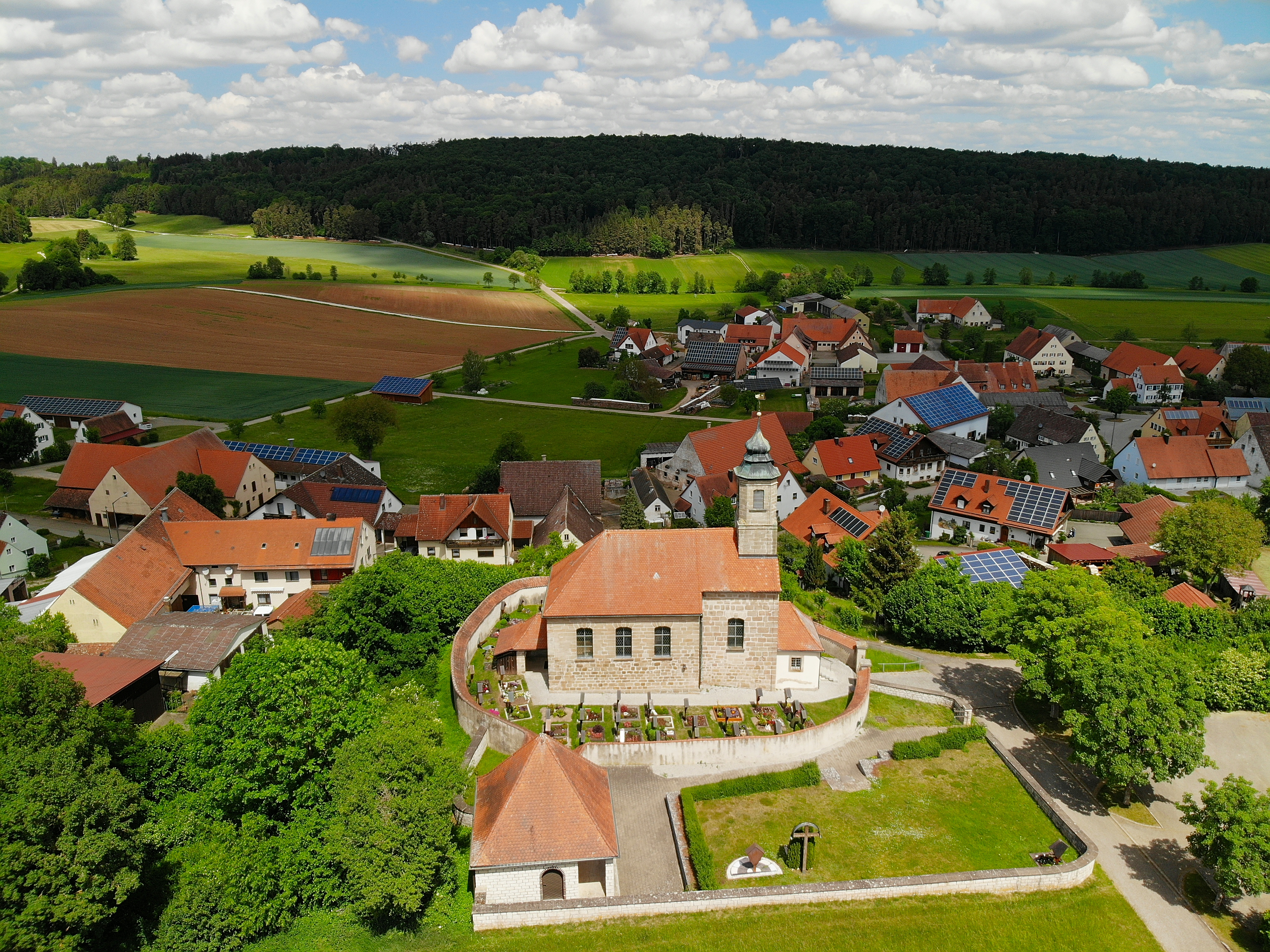
St. Nikolaus, Luftaufnahme von 2020

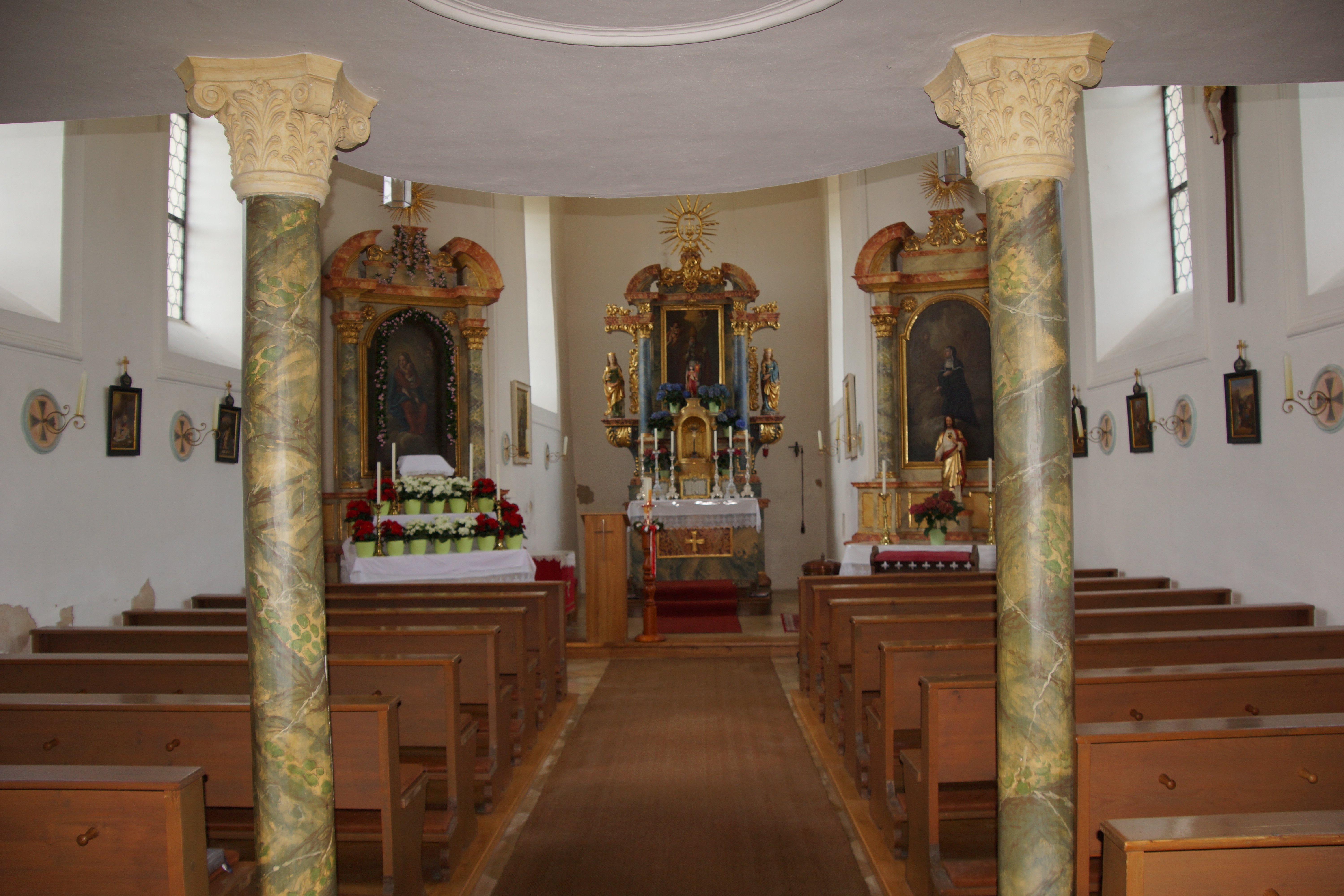
Innenraum der Kirche

Die katholische Expositurkirche Sankt Nikolaus steht in Dorsbrunn, einem Gemeindeteil des Marktes Pleinfeld im mittelfränkischen Landkreis Weißenburg-Gunzenhausen. Sie ist eine Expositur von St. Augustinus in Stopfenheim. Das Gebäude ist unter der Denkmalnummer D-5-77-161-56 als Baudenkmal in die Bayerische Denkmalliste eingetragen.
Die Kirche steht am Rande eines Steilhanges am Ortsrand Dorsbrunns und ist über eine lange Treppe erreichbar. Die Kirche mit der postalischen Adresse Dorsbrunn 49 liegt auf einer Höhe von 435 m ü. NHN.
Die Dorsbrunner Kirche geht ursprünglich auf eine bereits im 12. Jahrhundert geweihte romanische Hallenkirche zurück. Der heutige Bau, eine Chorturmkirche, stammt aus dem Spätmittelalter und wurde 1767 im Baustil des Rokokos umgestaltet. Eine hohe Mauer umgibt den Friedhof, aus dem sich der Quadersandsteinbau der Kirche erhebt. Der quadratische Dachturm setzt sich achteckig fort und endet in einer zwiebelförmigen Haube. Die drei Altäre im Inneren sind Schöpfungen des frühen 18. Jahrhunderts. Die Heilige Barbara sowie die Heilige Katharina zieren den Hochaltar. Der Kreuzweg stammt aus der Biedermeierzeit.
Die 1866 durch August Bittner auf der Empore errichtete Orgel mit 7 Registern wurde 2010 von Orgelbau Sandtner restauriert.